# David George Kendall
David George Kendall FRS, britanski statistik, * 15. januar 1918, Ripon, † 23. oktober 2007.
Leta 1955 je prejel Guyjevo medaljo v srebru in leta 1981 v zlatu; leta 1989 je prejel še De Morganovo medaljo. Leta 1964 je bil izvoljen v Kraljevo družbo.